# Marusze
Marusze (deutsch Dyhrngrund) ist ein Ortsteil der Stadt Wodzisław Śląski (Loslau) in der Woiwodschaft Schlesien, Polen.

## Geografie
Marusze liegt 1,5 Kilometer südlich von Wodzisław Śląski, rund 12 Kilometer südwestlich von Rybnik und rund 18 Kilometer nordöstlich von Ostrava, am linken Ufer der Wodzisławka.

## Geschichte

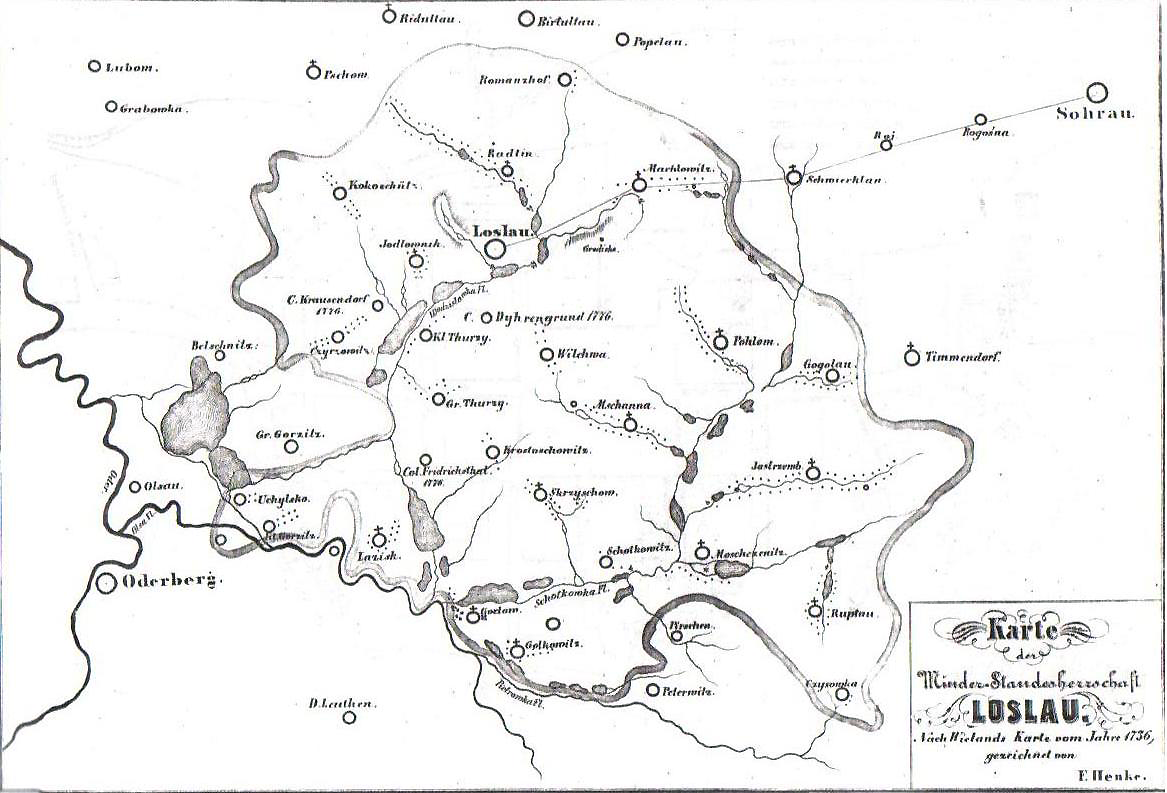
Karte der Minderstandesherrschaft Loslau mit den 1776 gegründeten Kolonien Dyhrngrund, Krausendorf und Kreuzthal

Die Besitzerin der Minderstandesherrschaft Loslau, Gräfin Sophie Caroline von Dyhrn ließ im Jahre 1776 südlich von Loslau die Kolonie Dyhrngrund im Zuge der Friderizianischen Kolonisation anlegen. Für die evangelischen Ansiedler, vor allem österreichische Handwerker, ließ sie eine Holzkirche erbauen, die zur Mutterkirche für die umgebenden Kolonien Krausendorf und Friedrichsthal sowie die Evangelischen in Loslau wurde. Die bereits zu Beginn des Jahres 1805 notwendigen Renovierungsmaßnahmen wurden aufgeschoben und die Kirche stattdessen am 17. März 1818 wegen Baufälligkeit geschlossen und kurz darauf abgerissen. Den Evangelischen wurde daraufhin die mittelalterliche Schrotholzkirche Heiligkreuz vor den Toren Loslaus zur Verfügung gestellt und auch die evangelische Schule und das Pastorat wurden nach Loslau verlegt. So verblieb in Dyhrngrund nur der Friedhof der Gemeinde. Nach dem Einsturz des Daches der neuen Kirche, erwarb der Standesherr Hyazinth Graf Strachwitz als Patron der evangelischen Gemeinde am 8. Februar 1830 die gemauerte Loslauer Minoritenkirche für 500 Taler als endgültigen Ersatz für die Dyhrngrunder Kirche.
Die Zahl der evangelischen Einwohner sank von 70 von 188 Einwohnern im Jahre 1830 in den folgenden Jahren auf 61 von 202 (1845) und 52 von 198 im Jahre 1861.
Felix Triest hielt 1861 für die Koloniestellen in Dyhrngrund fest, sie habe eher unbedeutenden, bis zu 12 Morgen betragenden Grundbesitz, im Ganzen 157 Morgen Acker und sei deshalb auf Zuverdienst in Loslau angewiesen. Er erwähnte außerdem zwei Mühlen und eine bedeutende Ziegelei. Trotz ihrer Herkunft waren die Einwohner ausschließlich Polnisch sprechend. Laut Henke dagegen waren 1861 von 40 Familien 18 deutschsprachig.
Ursprünglich mit dem Kreis Pleß verbunden, wurde Dyhrngrund 1818 dem Kreis Rybnik zugeteilt. Die Gemeinde Dyhrngrund führte eine turmlose Kirche im Siegel und gehörte dem Amtsbezirk Schloß Loslau an.
Bei der Volksabstimmung in Oberschlesien am 20. März 1921 wurden in Dyhrngrund 86 Stimmen für den Verbleib von Deutschland und 92 für den Anschluss an Polen abgegeben. Mit dem Großteil des Stimmkreises Rybnik wurde Marusze zum 3. Juli 1922 Polen zuerkannt und Teil der Autonomen Woiwodschaft Schlesien.
1972 wurde Marusze nach Wodzisław Śląski eingemeindet und gehört seitdem dem Stadtbezirk Altstadt an.

### Einwohnerentwicklung
Die Einwohnerzahlen von Dyhrngrund:
| Jahr | Einwohner |
| ---- | --------- |
| 1817 | 98        |
| 1830 | 188       |
| 1844 | 202       |
| 1855 | 132       |
| 1861 | 198       |
| 1910 | 246       |

## Evangelischer Friedhof
Heute erinnert nur noch der evangelische Friedhof an die Ursprünge des Ortes. Er wird noch immer von der evangelisch-augsburgischen Gemeinde Wodzisław Śląski (Diözese Katowice) genutzt und beherbergt die ältesten Grabsteine der Stadt, von denen einige aus der Anfangszeit der Kolonie, aus dem 18. Jahrhundert stammen.